# Alfazema (filme)
Alfazema é uma curta-metragem brasileiro de 2019, escrito e dirigido por Sabrina Fidalgo.

## Elenco
- Shirley Cruz como Flaviana
- Elisa Lucinda como Deus
- Bruna Linzmeyer como Diabo
- Bianca Joy Porte como Anjo da Guarda
- Victor Albuquerque como Lucas
- Sabrina Fidalgo como Diretora

## Prêmios
| Ano  | Festival                                           | Categoria                           |
| ---- | -------------------------------------------------- | ----------------------------------- |
| 2019 | Festival Internacional de Curtas do Rio de Janeiro | Melhor Filme - Juri Popular         |
| 2019 | Festival de Brasília                               | Melhor Direção Melhor Trilha Sonora |